# Miguel Arroyo
Miguel González Arroyo (nascido em 1935 em Sotillo de la Ribeira, Espanha) é um sociólogo, educador e escritor espanhol naturalizado brasileiro. Estabeleceu-se no Brasil desde o final da década de 1950 e tornou-se  referência no campo da educação, com contribuições em políticas de educação integral, gestão democrática e pedagogia crítica.
Biografia
Graduou-se em Ciências Sociais pela Universidade Federal de Minas Gerais (UFMG) em 1970, onde também obteve seu mestrado em Ciência Política (1974). Doutorou-se em Educação pela Stanford University (1976) e realizou pós-doutorado na Universidade Complutense de Madri (1990).
Carreira Acadêmica e Atuação Pública
Foi professor titular emérito da Faculdade de Educação da UFMG e recebeu o título de Doutor Honoris Causa pela Universidade Federal Fluminense (UFF). 
Na gestão pública, atuou como secretário-adjunto de Educação da Prefeitura de Belo Horizonte, onde coordenou a implantação do projeto Escola Plural, o que contribuiu na discussão sobre educação integral no Brasil.
Pensamento e Contribuições
Suas obras abordam temas como:
- Educação popular[1] e a relação entre escola e movimentos sociais
- Crítica ao currículo tradicional, defendendo uma pedagogia vinculada à realidade dos estudantes.
- Gestão democrática e participação da comunidade na escola.
- Direito à educação como forma de garantia da dignidade humana.

Obras Principais
- Imagens Quebradas: Trajetórias e Tempos de Alunos e Mestres (2004)
- Currículo, Território em Disputa (2011)
- Ofício de Mestre: Imagens e Autoimagens (2013)
- Passageiros da Noite: Do Trabalho para a EJA (2017)
- Vidas Ameaçadas: Exigências Éticas da Educação (2019)

Reconhecimento
- Professor Emérito da UFMG[2]
- Doutor Honoris Causa pela UFF[3]
- Influência em políticas públicas de educação integral no Brasil[1].

Referências
1. 1 2 3 4 5  Gerais, Universidade Federal de Minas (15 de junho de 2015). «Série 'Bibliografia viva' homenageia Miguel Arroyo, criador da Escola Plural». Universidade Federal de Minas Gerais. Consultado em 31 de julho de 2025
2. 1 2 3 4 5  «Miguel Gonzalez Arroyo». Escavador. Consultado em 31 de julho de 2025
3. 1 2 3  nour.es. «Dica de autor: Miguel Arroyo - Blog Vozes». vozes.com.br. Consultado em 31 de julho de 2025

Ligações Externas
- https://www.escavador.com/sobre/4733699/miguel-gonzalez-arroyo
- https://periodicos.uninove.br/eccos/article/download/1524/1265